# Johann von Ohle
Johann von Ohle (XIV secolo – dopo il 1403) fu Gran Maestro dell'Ordine di Livonia, in carica dal 1388 al 1389, oltre a ricoprire il ruolo di Landmarschall (in termini moderni potremmo parlare di Maresciallo di Stato) dal 1387 al 1393.

## Biografia
Johann von Ohle proveniva da Plettenberg, in Vestfalia, rientrante nell'arcidiocesi di Colonia. La sua famiglia aveva ricoperta la carica di ministeriale nella contea di Arnsberg.
Nel 1381, Johann era ancora un laico in Vestfalia: successivamente, si unì all'Ordine teutonico e fece una rapida carriera, Johann von Ohle ricoprì la carica di Maresciallo (Landmarschall) dell'Ordine di Livonia dal 1387 al 1393. Ricoprì poi contemporaneamente anche la carica di Gran maestro di Livonia nel 1388 e nel 1389. Dopo aver rinunciato a questo ruolo in favore di Wennemar von Brüggenei, tornò ad occuparsi unicamente delle funzioni di cui si occupava da Maresciallo.
Dimessosi anche da questa carica, tornò a rivestire un ruolo di prestigio nel 1402-1403, quando divenne commendatore di Daugavgrīva; dopodiché, scompare dalle fonti.